# NGC 3481
NGC 3481 је спирална галаксија у сазвежђу Пехар која се налази на NGC листи објеката дубоког неба.
Деклинација објекта је - 7° 32' 39" а ректасцензија 10h 59m 26,4s. Привидна величина (магнитуда) објекта NGC 3481 износи 13,8 а фотографска магнитуда 14,6. NGC 3481 је још познат и под ознакама MCG -1-28-16, IRAS 10569-0716, PGC 33097.